# Балтино
Балтино (баш. Балта) — деревня в Кармаскалинском районе Республики Башкортостан Российской Федерации. Входит в состав Кабаковского сельсовета.

## География

### Географическое положение
Расстояние до:
- районного центра (Кармаскалы): 18 км,
- ближайшей ж/д станции (Кабаково): 7 км.

## История
В «Списке населенных мест по сведениям 1870 года», изданном в 1877 году, населённый пункт упомянут как деревня Балтина (Болтина, Ильсова) 3-го стана Уфимского уезда Уфимской губернии. Располагалась при речке Уштейле, по левую сторону Оренбургского почтового тракта из Уфы, в 30 верстах от уездного и губернского города Уфы и в 24 верстах от становой квартиры в селе Юрмаш (Юрмашский Починок). В деревне, в 7 дворах жили 51 человек (28 мужчин и 23 женщины, татары).

## Население
| 2002 | 2009 | 2010 |
| ---- | ---- | ---- |
| 9    | ↘8   | ↘6   |

Национальный состав
Согласно переписи 2002 года, преобладающая национальность — татары (89 %).